# Толпаровское сельское поселение
Толпа́ровское се́льское поселе́ние — муниципальное образование (сельское поселение) в Каргасокском районе Томской области, Россия.
Административный центр поселения — посёлок Киевский.

## География
Поселение расположено на севере Томской области. Через его территорию протекает река Тым. Площадь — 232,83 км².
Рельеф местности — плоский, равнинный, заболоченный. Бо́льшую часть поселения занимают леса и болота, есть множество мелких озёр. Посёлок Неготка стоит на берегу реки Тым, Киевский — на одной из её притоков — реке Сангилька.
В лесах растут в основном кедр и сосна, а также лиственница, осина, берёза.
В лесах обитают медведь, волк, белка, лось, норка, соболь, глухарь, косач.

## История
История существования поселение отсчитывается с 1953 года. Как следует из архивных данных, на этот момент уже существовал Кулеевский сельсовет; точная дата его возникновения не установлена. В 1967 г. Кулеевский сельсовет был преобразован в Толпаровский. На тот момент в состав административно-территориального образования входило два посёлка: Толпарово и Неготка. Примерно в это же время возник новый населённый пункт, первоначально названный Киевский Ёган. В 1969 г. центр поселения был перенесён туда, хотя название сохранилось старое (Толпаровский сельсовет).
В жизни поселения важную роль играла лесозаготовка, однако отрасль в 1995 г. прекратила своё существование.
В 1993 г. сельсовет перестал существовать, на его месте была образована Толпаровская сельская администрация. С 2006 г. — Толпаровское сельское поселение (в соответствии с законом Томской области от 10.09.2004 г. № 201-ОЗ «О наделении статусом муниципального района, сельского поселения и установлении границ муниципальных образований на территории Каргасокского района»).

## Население
| 2002 | 2010 | 2012 | 2013 | 2014 | 2015 | 2016 | 2017 | 2018 |
| ---- | ---- | ---- | ---- | ---- | ---- | ---- | ---- | ---- |
| 749  | ↘605 | ↘589 | ↘586 | ↘583 | ↘570 | ↘568 | ↘564 | ↘560 |
| 2019 | 2020 | 2021 |      |      |      |      |      |      |
| ↘557 | ↘555 | ↘407 |      |      |      |      |      |      |

## Состав сельского поселения
| № | Населённый пункт | Тип населённого пункта          | Население |
| - | ---------------- | ------------------------------- | --------- |
| 1 | Киевский         | посёлок, административный центр | ↘286      |
| 2 | Нёготка          | посёлок                         | ↘121      |

## Местное самоуправление
Сельским поселением управляют глава поселения и Совет. Глава сельского поселения — Власенко Владимир Тихонович.

## Экономика
Основу местной экономики составляют сельское хозяйство, рыбная ловля, сбор дикоросов (действует четыре пункта по приёму последних). В поселении работают 5 магазинов, 2 почтовых отделения, отделение ОАО «Ростелеком».

## Образование, социальная сфера и культура
На территории поселения работают: две школы, два детских сада, культурно-библиотечный центр, два фельдшерско-акушерских пункта.